# Team TotalEnergies
A Team TotalEnergies (Código da equipe na UCI:TEN) é uma equipa de ciclismo francesa, que compete em provas de ciclismo de estrada do UCI World Tour. Foi fundada em 2000, sob o nome de Bonjour. Utiliza bicicletas da italiana Colnago.
|  |  |